# Katsuji Miyazaki
Katzuji Miyazaki (c. 1915 - 18 de marzo de 1993) fue un ingeniero aeronáutico japonés que vivía cerca de Tokio. Fue director de la empresa familiar Miyazaki Airplane durante la Segunda Guerra Mundial y más tarde cambió su carrera de ingeniería de aviones a trabajar fabricando piezas de automóviles para la Compañía de radiadores limitados Toyo, Limitado, ahora conocida como T.RAD.

## Vida personal
Él y su esposa, Yoshiko Miyazaki, tuvieron una hija y tres hijos: Arita Miyazaki (julio de 1939), el famoso artista de animación japonés Hayao Miyazaki (5 de enero de 1941), Yutaka Miyazaki (enero de 1944) y Shirō Miyazaki. Entre 1947 y 1955 su esposa tuvo que reposar en cama, tras enfermarse de tuberculosis espinal. Su esposa logró recuperarse, viviendo hasta el año 1983, cuando falleció a los 71 años.